# Jimmy Giuffre
James Peter Giuffre, meglio conosciuto come Jimmy Giuffre (Dallas, 26 aprile 1921 – Pittsfield, 24 aprile 2008), è stato un compositore, clarinettista e sassofonista statunitense.

## Biografia
Nato a Dallas, nel Texas, da Francis Joseph Giuffrè, un immigrato italiano, precisamente di Termini Imerese in Sicilia. Da Everett McDaniel impara a suonare il clarinetto ancora bambino, all'età di nove anni, passando poi al sax tenore e baritono.
Dopo gli studi alla University of North Texas, diventa noto come arrangiatore per l'orchestra di Woody Herman, per cui scrive il noto brano Four Brothers, registrato il 27 dicembre 1947 per la Columbia. "Il brano è basato sul giro di Jeepers Creepers e mette in evidenza la sessione sassofoni - tre tenori e un baritono...". Gli assoli, nell'ordine, sono di Zoot Sims, Herbie Steward, Serge Chaloff (che aveva sostituito Giuffre) e un giovane Stan Getz. Il brano di Giuffre diede anche il nome all'orchestra di Herman, che divenne la The Four Brothers Band.
Organizza poi un trio a suo nome, con il chitarrista Jim Hall ed il contrabbassista Ralph Peña (sostituito poi da Jim Atlas), che ebbe un buon successo nel 1957 con The Train and the River, brano composto da Giuffre. In questo periodo la fama del clarinettista si diffonde in tutta Europa; in Italia un cantante jazz suo ammiratore, Enrico Sbriccoli, scelse il nome d'arte Jimmy Fontana proprio in omaggio al nome di Giuffre.
Nel 1961, Giuffre formò un nuovo trio, con il pianista canadese Paul Bley ed il contrabbassista Steve Swallow, lambendo da posizioni assolutamente personali il nascente free jazz.
Seguì un lungo periodo di silenzio, interrotto solo all'inizio del decennio seguente con la costituzione di un nuovo trio e il rientro in sala d'incisione, oltre ad altre esperienze (anche al fianco di Lee Konitz), sfociate negli anni Ottanta nella formazione di un quartetto elettrico, in cui il musicista texano si misura anche con sax soprano, flauto e flauto basso.
Sul finire del decennio, Giuffre riprese quindi il sodalizio con Bley e Swallow, frequentando anche assiduamente il polistrumentista marsigliese André Jaume, fino a dover interrompere l'attività a metà degli anni Novanta in quanto affetto dalla malattia di Parkinson.
Jimmy Giuffre muore così dopo una lunga autosegregazione forzata nell'aprile 2008, ad appena due giorni dal suo ottantasettesimo compleanno.

## Discografia
- 1954-55: Jimmy Giuffre (T549 Capitol Records LP)
- 1955: Tangents In Jazz Capitol Records
- 1956: The Jimmy Giuffre Clarinet (Atlantic Records) 3/56
- 1956: The Jimmy Giuffre 3 (Atlantic Records) 12/56
- 1957: The Original Trio (Gambit) 12/56-57
- 1958: The Music Man (Atlantic Records) 1/58
- 1958: Trav'lin' Light (Atlantic Records) 1/58
- 1958: Hollywood & Newport, 1957-1958 (Fresh Sound) 1/57-10/58
- 1958: Western Suite (Atlantic Records) 12/58
- 1959: Lee Konitz meets Jimmy Giuffre (Verve Records MGVS 6073; ristampato come parte di Verve 314 527 780-2 Lee Konitz meets Jimmy Giuffre)
- 1959: Herb Ellis meets Jimmy Giuffre (Verve Records)
- 1959: Piece for Clarinet and String Orchestra/Mobiles Verve V6-8395 (LP, ristampato come doppio cd - Lee Konitz meets Jimmy Giuffre)
- 1960: Live in 1960 (Jazz Beat) 2/60 & 8/6
- 1961: Fusion (Verve)
- 1961: Thesis (Verve)
- 1961: 1961 (ECM) (Ristampa degli Lp Verve "Fusion" e "Thesis")
- 1961: Emphasis & Flight 1961 (hatOLOGY) 11/61
- 1962: Free Fall (Columbia) 1962
- 1965: Olympia 23 Fevrier 1960-27 Fevrier 1965 (Laserlight) 2/60 & 2/65
- 1971: Night Dance (Choice) 11/71
- 1974: Quiet Song (Improvising Artists)
- 1975: River Chant (Choice)
- 1975: The Train And The River (Candid Choice) 4/75
- 1978: IAI Festival (Improvising Artists)
- 1983: Dragonfly (Soul Note)
- 1985: Quasar (Soul Note)
- 1989:  The Life Of A Trio: Saturday - con Steve Swallow, Paul Bley
- 1991: Liquid Dancers (Soul Note)
- 1991: Eiffel/River Station/Momentum: Willisau, 1988 (CELP/26/hatOLOGY) 11/87, 9/91
- 1992: Fly Away Little Bird (Owl) 6/92
- 1996: Conversations with a Goose (Soul Note)